# Исаевка (Рязанская область)
Исаевка — населённый пункт, входящий в состав Бобровинского сельского поселения Кораблинского района Рязанской области.

## География
Находится в километре севернее города Кораблино. Исаевка стоит на овраге, тянущемся от города Кораблино до реки Алешня (в районе посёлка Волкова).

## История
Деревня Исаевка возникла в 60-х годах XIX века.
Селение представляет собой выселок из села Назарьево, Алешня тож. В Алешне находились многие землевладельцы Исаевы: поручик С. А. Исаев, подпоручик Ф. Ф. Исаев, губернская секретарша Елена Исаева и другие.
Хотя деревня носит название от фамилии землевладельцев Исаевых, не исключено, что образовали её все-таки не Исаевы. Есть косвенная информация, согласно которой, первыми в деревне поселились крестьяне — собственники бывшей владелицы Исаевой, выселившиеся из села.

## Население
| 2010 |
| ---- |
| 0    |

В населённом пункте не зарегистрировано ни одного жителя, хотя в Исаевке около 10 домов.